# Улица Сололаки
Улица Сололаки (груз. სოლოლაკის ხეივანი) — улица в историческом центре Тбилиси. Проходит на Сололакском хребте от Коджорского шоссе (подъём Маро Макашвили) до верхней станции канатной дороги с Площади Европы на Нарикалу. Протяжённость улицы около 1 километра.
Один из главных туристических маршрутов города.

## История

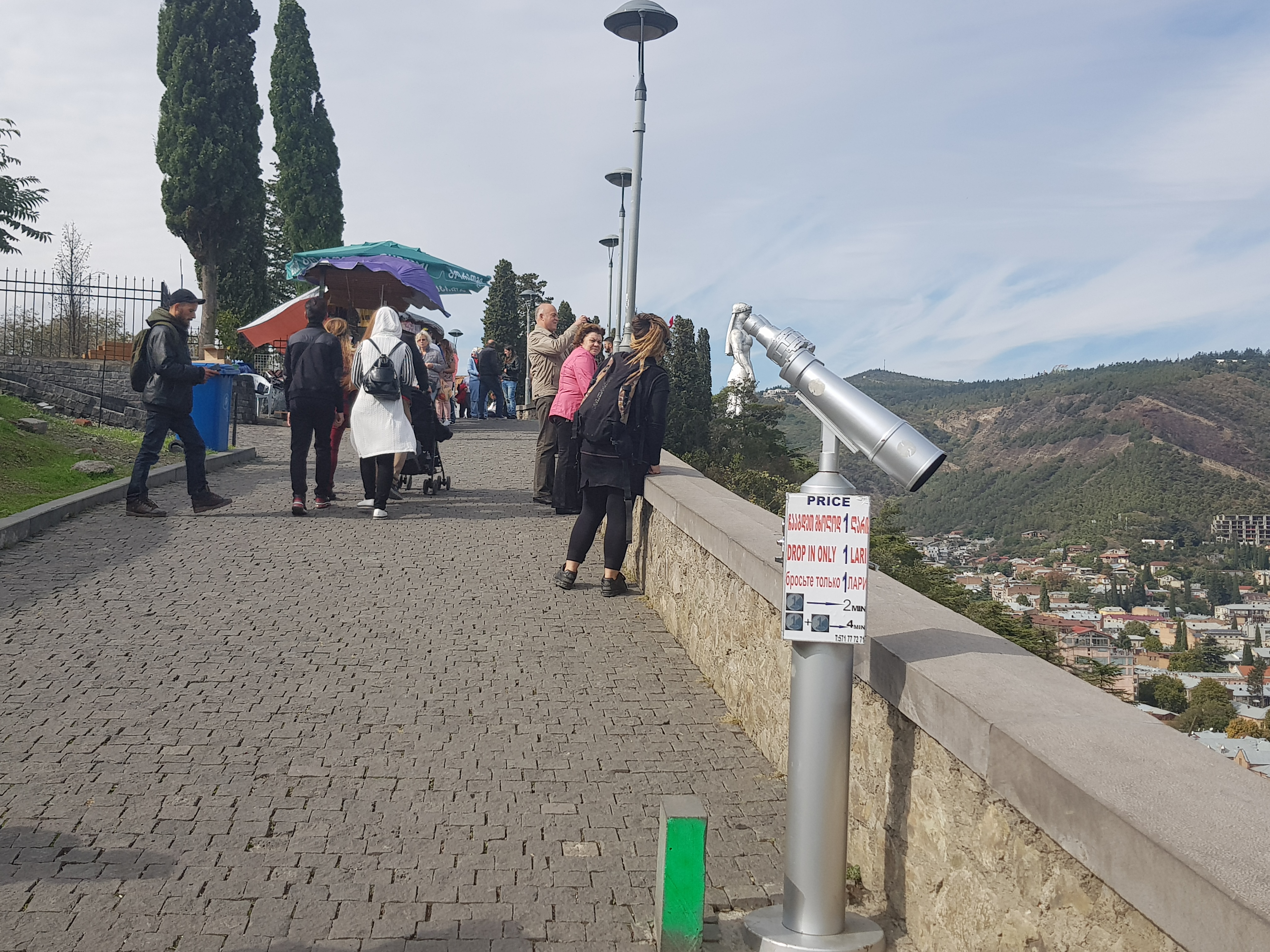

Проложена в 1935 году по линии старого керамического акведука, который берёт своё начало в районе Цавки-Окрокан. Прежде он снабжал питьевой водой Нарикалу. Первоначально получила название Комсомольская аллея.
В 1958 году, к 1500-летнему юбилею Тбилиси, на улице установлен памятник «Мать Грузии» (скульптор — Элгуджа Амашукели, архитектор — С. Мегрелишвили). Здесь находится Государственный музей народного и прикладного искусства.
В средней части улицы сохранились руины одного из бастионов средневековой городской границы — Шахтахта. Согласно легенде, один из завоевавших город шахов избрал его местом своей резиденции — он будет стоять на троне (отсюда и название «Шахтати»). Предполагается, что в этой части замка в период арабского владычества в Картли была устроена обсерватория.
Современное название дано в 1990 году.
На улице устроено несколько смотровых площадок, с которых открывается прекрасный вид на город. С другой стороны хребта, на склоне долины Цавкискали, разбит ботанический сад.

## Достопримечательности
Монумент Мать Грузии
д. 1 — резиденция Бидзины Иванишвили